# 2016無限商社 危機的社員
《2016無限商社 危機的社員》（：／）是韓國MBC電視台綜藝節目《無限挑戰》於2016年製作的動作情景電視電影。《無限商社》本是《無限挑戰》裏的情景劇小作品，但由於太受歡迎而發展為節目內的完素。本劇原為2015年《無限挑戰》十周年的五大企劃之一，但隨着各種因素而推遲在2016年製作。
本劇是由擅長撰寫正統推理作品的劇作家金銀姬與丈夫張恆俊導演聯手編導制作的動作戲劇。
本劇由籌備至演出的全過程分別於2016年5月7日、8月27日、9月3日及10日在《無限挑戰》節目「無限商社」（共1期）、「2016無限商社Begins」（共1期）及「2016無限商社」（共2期）特輯中播出；同時亦將於2016年9月15日中秋特輯播放完整版的「2016無限商社」（共1期）。

## 演員陣容

### 主要人物
| 演員   | 角色   | 介紹                                                                                      |
| 劉在錫 | 劉部長 | 營業3組部長，因知道權專務的秘密而被權專務買兇。                                           |
| 朴明洙 | 朴次長 | 營業3組次長。                                                                             |
| 鄭埻夏 | 鄭課長 | 營業3組課長，因對八音盒感到可疑而與河社員拜訪牧野先生。                                   |
| 河東勳 | 河社員 | 營業3組社員之一。在劉部長昏迷期間被權專務收買，後因劉部長的勉勵而改過，揭穿權專務的秘密。 |
| 黃光熙 | 黃社員 | 營業3組社員之一。                                                                         |

### 無限商社
| 演員     | 角色   | 介紹                                                                                                   |
| G-Dragon | 權專務 | 無限商社的下任繼承者，酒後駕駛撞死路人，期後嫁禍給金課長，後因肇事逃逸及教唆罪等罪名被車秀賢刑警逮捕。 |
| 梁世炯   | 梁課長 | 營業2組課長。                                                                                          |
| 金希沅   | 金課長 | 營業2組課長，被權專務買兇殺害，並製造因肇事逃逸而畏罪自殺的假案。                                      |
| 孫鐘鶴   | 孫部長 | 化學2組部長，被權專務買兇殺害，並製造因酒醉失足致死的假案。                                            |
| 全錫浩   | 全代理 | 資源組代理，被權專務買兇殺害，並製造因酒後心臟麻痺猝死的假案。                                         |

### 長期懸案專案組
| 演員   | 角色   | 介紹                                                 |
| 李帝勳 | 朴海英 | 被權專務收買的長期懸案專案組犯罪側寫分析師。         |
| 金惠秀 | 車秀賢 | 長期懸案專案小組刑警，因接到消息而逮捕權專務。       |
| 金元海 | 金偕哲 | 長期懸案專案小組刑警，埋伏逮捕企圖殺害劉部長的犯人。 |

### 其他人物
| 演員   | 角色     | 介紹                                                                                               |
| 國村隼 | 牧野先生 | 與孫部長、劉部長、金課長和全代理為多年好友，退休後回韓國定居，並帶來神秘的八音盒做為禮物送給大家。 |
| 申東美 | 部長夫人 | 劉部長的太太。                                                                                     |
| 全美善 | 護理師   | 被權專務收買的護理人員。                                                                           |
| 安美娜 | 金夫人   | 金課長的太太。                                                                                     |

### 特別出演
| 演員   | 角色   | 介紹                                               |
| 鄭亨敦 | 鄭代理 | 劉部長昏迷期間，在醫院鼓勵劉部長快點醒過來。       |
| 金歡喜 |        | 半夜在路邊用手機和媽媽吵架的「這是有差喔」小女孩。 |